# Collectif d'études sur les pratiques solidaires
Le Collectif d’études sur les pratiques solidaires (CEPS), fondé à Montréal en 2003, est une équipe multidisciplinaire où les membres poursuivent des recherches sur les modèles alternatifs d’insertion sociale, les relations économiques alternatives, l’autogestion et l’organisation coopérative, dans une perspective de renouvellement des pratiques et des discours sur la solidarité économique et sociale entre pays du Nord et pays du Sud, et surtout entre les régions du Nord.
Le CEPS est affilié au Centre de recherches sur les innovations sociales (CRISES) et à l'Alliance de recherche université-communauté en économie sociale (ARUC-ÉS).